# Ritratto di Filippo IV di Spagna in marrone e argento
Filippo IV è un dipinto a olio su tela (195x110 cm) realizzato tra il 1631 ed il 1632 circa dal pittore Diego Velázquez.
È conservato nella National Gallery di Londra.